# Thienemanniella flaviscutella
Thienemanniella flaviscutella är en tvåvingeart som först beskrevs av Tokunaga 1936.  Thienemanniella flaviscutella ingår i släktet Thienemanniella och familjen fjädermyggor. Inga underarter finns listade i Catalogue of Life.